# Isabelle Mercier
Isabelle „No Mercy“ Mercier (* 5. August 1975 in Victoriaville, Québec) ist eine professionelle kanadische Pokerspielerin.

## Werdegang
Bevor Mercier ihre Pokerkarriere begann, machte sie ihren Bachelor of Laws an der Universität in Montréal, arbeitete für ein Jahr als Anwältin für Wirtschaftsrecht und zog dann nach Paris. Als sie als Geschäftsführerin des Pokerraums im Aviation Club de France arbeitete, machte sie ihren Magister. Während dieser Zeit wurde sie zweimal für den European Poker Award als beste Mitarbeiterin nominiert.
Mercier machte sich erstmals als Turnierspielerin einen Namen, als sie 2002 bei den Master Classics of Poker in Amsterdam bei einem Turnier der Variante No Limit Hold’em den zweiten Platz belegte, für den sie knapp 55.000 Euro erhielt. 2004 gewann sie die Ladies’ Night der World Poker Tour. Hier bekam sie von Mike Sexton ihren Spitznamen „No Mercy“ (deutsch Keine Gnade). Mitte März 2005 beendete Mercier das Main Event der European Poker Tour (EPT) in Monte-Carlo als Zehnte. Außerdem erreichte sie 2005 bei der World Series of Poker (WSOP) im Rio All-Suite Hotel and Casino am Las Vegas Strip dreimal die Preisränge. Im Februar 2006 wurde Mercier am Finaltisch des EPT-Main-Events in Deauville Siebte. Sie erreichte bei der WSOP 2006 einen Finaltisch und gewann 175.000 US-Dollar. Ende April 2009 gewann sie bei der EPT Monte-Carlo ein Charityturnier mit einer Siegprämie von 260.000 Euro, die sie an Opfer des Darfur-Konflikts spendete. Seitdem blieben größere Turniererfolge aus. Ihre bis dato letzte Geldplatzierung erzielte die Kanadierin im Dezember 2015.
Insgesamt hat sich Mercier mit Poker bei Live-Turnieren mehr als eine Million US-Dollar erspielt. Bis September 2009 war sie Repräsentantin des Team PokerStars und wechselte dann ins Pokerteam von BetClic. In der Filmkomödie All in – Alles oder nichts aus dem Jahr 2008 hatte sie einen Cameo-Auftritt als Pokerspielerin.